# 1763 Williams
Az 1763 Williams (ideiglenes jelöléssel 1953 TN2) a Naprendszer kisbolygóövében található aszteroida. Az Indianai Egyetem fedezte fel 1953. október 13-án.